# Przejęsław
Przejęsław est une localité polonaise de la gmina d'Osiecznica, située dans le powiat de Bolesławiec en voïvodie de Basse-Silésie.
Il est situé dans le sud-ouest du pays, dans la municipalité d'Osiecznica, à environ 5 km au nord de la localité homonyme et siège du gouvernement municipal, à environ 16 au nord-ouest de Bolesławiec, la capitale du district, et à environ 117 à l'ouest de Wroclaw, la capitale de la voïvodie. En 2011, selon le recensement effectué par l'Office central des statistiques polonais, sa population était de 581 habitants. Przejęsław appartenait à l'Allemagne jusqu'en 1945.